# 麦昆乡
麦昆乡，是中华人民共和国四川省阿坝藏族羌族自治州阿坝县下辖的一个乡。

## 行政区划
麦昆乡下辖以下地区：
齐卡洛村、蚕木扎村、日洛扎村、沃朗村和草原村。